# 2831 Stevin
2831 Stevin è un asteroide della fascia principale. Scoperto nel 1930, presenta un'orbita caratterizzata da un semiasse maggiore pari a 2,2254652 UA e da un'eccentricità di 0,1972234, inclinata di 4,22139° rispetto all'eclittica.